# Sumaya Farhat Naser
Sumaya Farhat Naser (Bir Zeit, 11 juin 1948) est une palestinienne militante pacifiste pour la paix en Cisjordanie. 